# Ya'uq
Yaʿūq in arabo ﻳﻌﻮﻕ‎?, Yaʿūq fu una divinità preislamica adorata ai tempi del profeta Noè (in arabo ﻧﻮﺡ‎?, Nūḥ) e venerata dagli Hamdān ancora all'epoca in cui visse e agì Maometto.
È ricordata nel Corano (LXXI:23).